# Аваза
Аваза (туркм. Awaza) — курорт на сході Каспійського моря, національна туристична зона Туркменістану, за 12 км від міста Туркменбаші. Знаходиться в Балканському велаяті. 

## Пам'ятки Аваза
- Парк, що включає в себе комплекс театралізованих інтерактивних морських фонтанів
- Штучна річка
- Кафе «Акмая»

## Клімат
- Середньорічна  температура  — +14,6 C°
- Середньорічна швидкість вітру  — 3,8 м/с
- Середньорічна вологість відносна  — 60 %

## Готелі
- Арзув
- Берекет
- Ватанчи
- Даянч
- Небітчі
- Кувват
- Кервен
- Сердар
- Хазина
- Шаппак